# إميلي بيفان
إميلي بيفان (بالإنجليزية: Emily Bevan)‏ هي ممثلة بريطانية، ولدت في 11 أغسطس 1982 في المملكة المتحدة. من أعمالها:
- In The Flesh - 2013
- The Casual Vacancy - 2015
- Doc Martin - 2004

## وصلات خارجية
- إميلي بيفان على موقع IMDb (الإنجليزية)
- إميلي بيفان على موقع ألو سيني (الفرنسية)
- إميلي بيفان على موقع قاعدة بيانات الفيلم (الإنجليزية)
- إميلي بيفان على موقع كينوبويسك (الروسية)